# 卡皮沙巴 (阿克里州)
10°34′22″S 67°40′33″W / 10.57278°S 67.67583°W

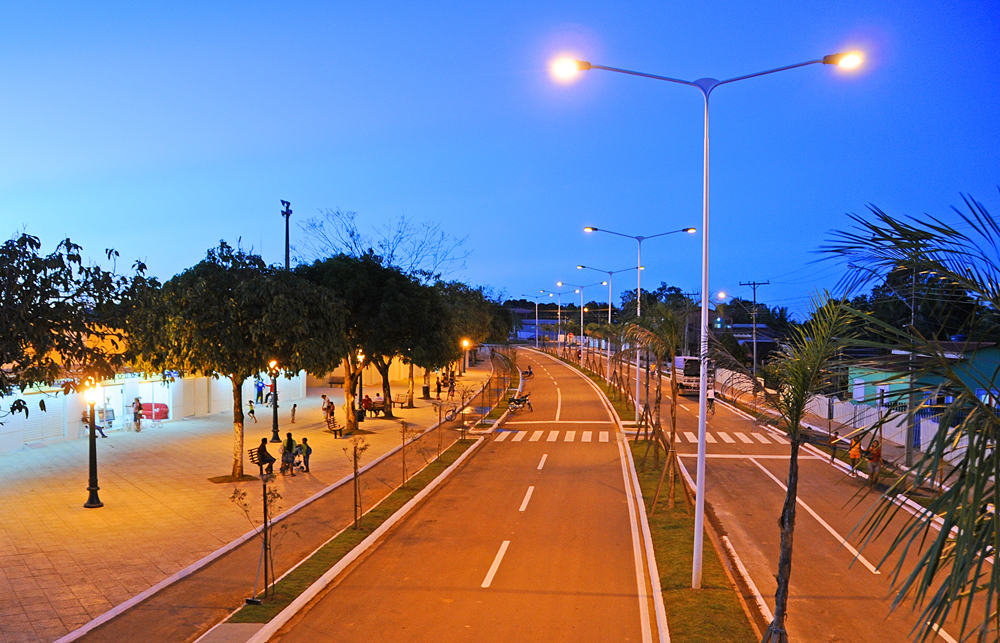
卡皮沙巴

卡皮沙巴（葡萄牙語：Capixaba），是巴西的城鎮，位於該國西北部，由阿克里州負責管轄，始建於1993年4月28日，面積1,713平方公里，海拔高度196米，2010年人口8,810，人口密度每平方公里5.14人。